# Động đất Chiba 2021
Động đất Chiba 2021 (千葉県北西部地震 Chiba-ken Hokuseibu Jishin) là một trận động đất xảy ra vào lúc 22:41:23 (JST), ngày 7 tháng 10 năm 2021. Trận động đất có cường độ 5,9 Mw, tâm chấn độ sâu khoảng 62 km hoặc 75 km. Do tâm chấn động đất nằm trong đất liền nên không có cảnh báo sóng thần.
Trận động đất đã làm 49 người bị thương. Đây là trận động đất có cường độ mạnh thủ đô Tokyo sau 10 năm kể từ khi Tokyo ghi nhận rung chấn dữ dội trong trận Động đất và sóng thần Tōhoku 2011.

## Thang địa chấn
| Cường độ | Tỉnh     | Thành phố                                                                  |
| -------- | -------- | -------------------------------------------------------------------------- |
| 5+       | Saitama  | Kawaguchi, Miyashiro                                                       |
| 5+       | Tokyo    | Adachi                                                                     |
| 5-       | Saitama  | Midori, Sōka, Warabi, Yashio, Misato, Satte, Yoshikawa, Kazo, Konosu, Kuki |
| 5-       | Chiba    | Chūō, Funabashi, Matsudo, Nagareyama                                       |
| 5-       | Tokyo    | Ōta, Machida                                                               |
| 5-       | Kanagawa | Tsurumi, Kanagawa, Naka, Kohoku, Midori, Kawasaki                          |